# Rudbeckia
Genre
Classification phylogénétique

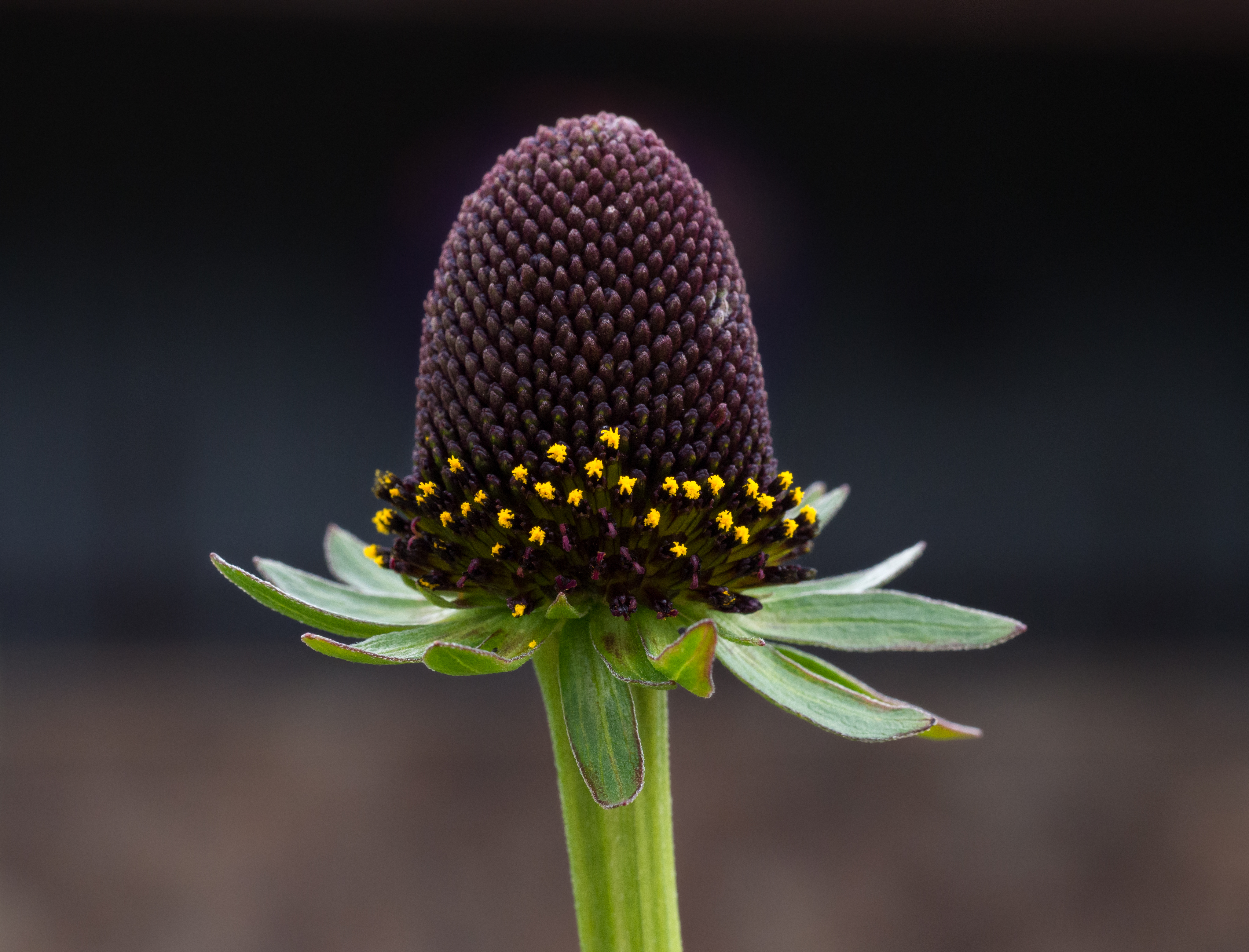
Capitule d'un Rudbeckia occidentalis dont les premières véritables fleurs les fleurons apparaissent en bas.

Rudbeckia (les rudbeckias ou rudbeckies) est un genre de plante à fleurs de la famille des Astéracées. On en compte une trentaine d'espèces, dont plusieurs sont cultivées pour leurs fleurs caractéristiques, qui ressemblent à de grosses marguerites jaunes à centre brun foncé.

## Historique
Longtemps méconnue, Rudbeckia devient populaire grâce au botaniste anglais John Tradescant lorsqu'il se l'est fait offrir par un colon canadien-français au début du XVIIe siècle. La première espèce à être reconnue fut la Rudbeckie indigène du Québec qui a connu son moment de gloire à la fin du XIXe siècle. Plus tard le célèbre botaniste suédois Carl von Linné (1707-1778) lui donna le nom de Rudbeckia laciniata, nom honorant son professeur de botanique suédois, Olof Rudbeck (1630-1702), également médecin et écrivain. À partir du XXe siècle une autre espèce fait son apparition et devient populaire : Rudbeckia hirta, ayant été importée accidentellement au Manitoba avec la graine de trèfle des prés, une plante fourragère. Plus récemment une Rudbeckie vivace a volé la vedette dans les jardins, la Rudbeckie 'Goldsturn' (Rubeckia fulgida var. sullvantii 'Goldsturm').

## Description

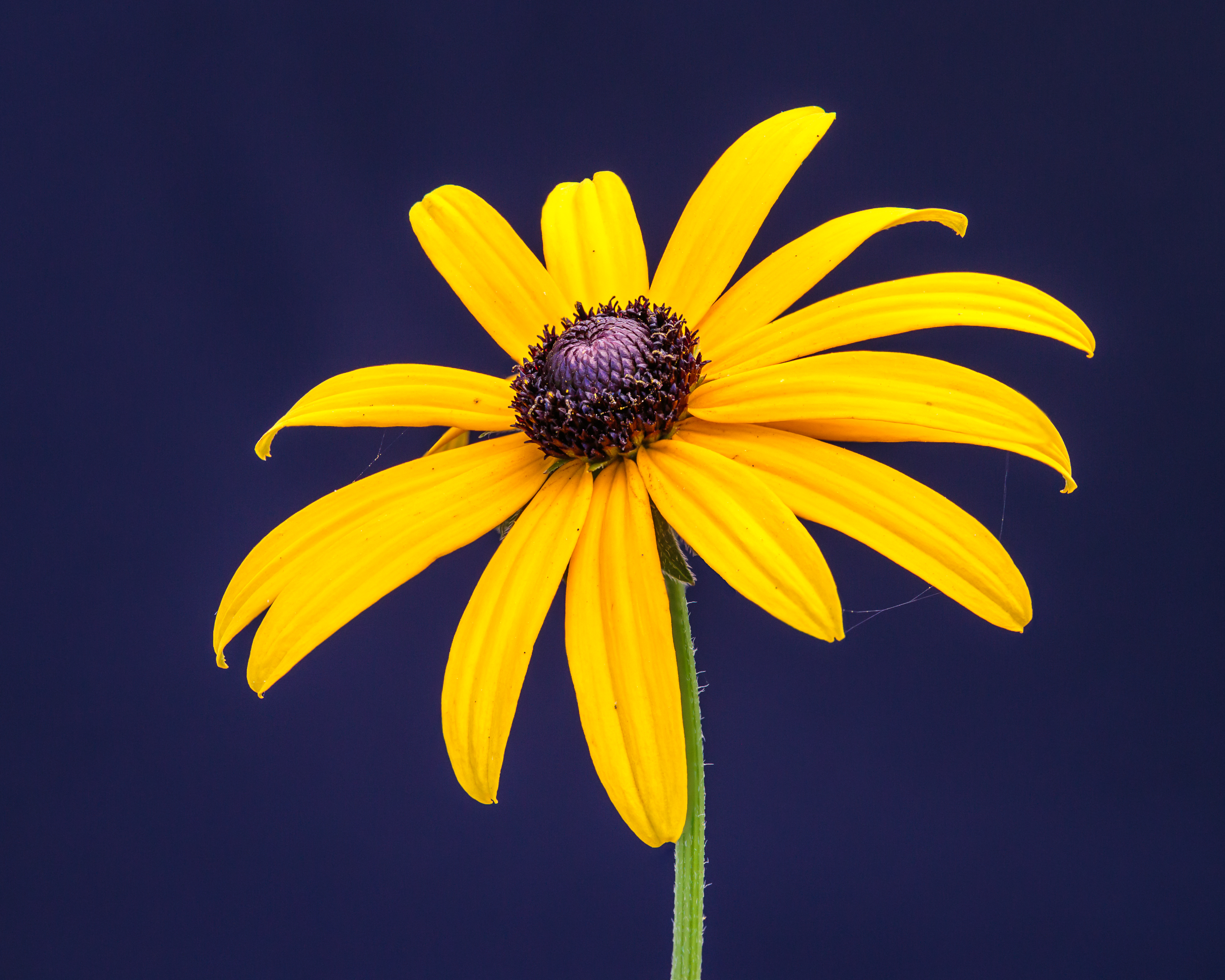
Fleur de rudbeckia, en Septembre 2020.

Ces plantes herbacées sont soit annuelles, soit vivaces par leur rhizome.
Leur taille varie de 60 cm à 1,8 m. Les inflorescences sont des capitules, de 3 à 10 cm de diamètre, à ligules (les fleurs extérieures) jaune à jaune orangé, et à disque central conique brun foncé à noir (c'est le réceptacle floral regroupant les fleurons, minuscules fleurs en tube). Ces capitules, le plus souvent solitaires au bout de longues hampes, fleurissent généralement, en France, entre juillet et octobre. Feuillage ovale, pointu, vert foncé, souvent duveteux.

## Répartition
Les espèces sont originaires du Sud-Ouest des États-Unis et du Nord du Mexique, voire du Canada.

## Culture

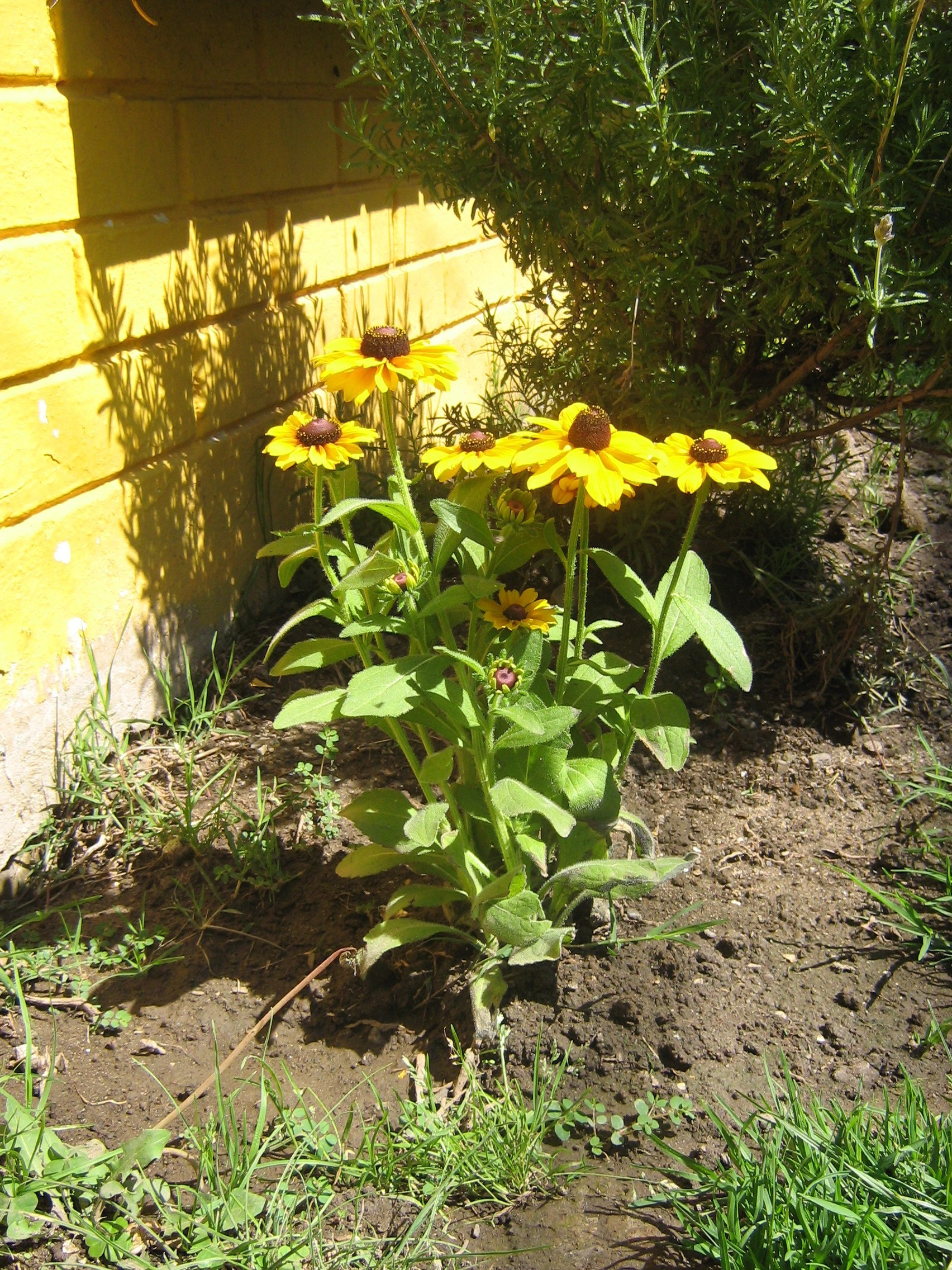
Rudbeckia hirta.

Papillon Belle-Dame butinant.

Les Rudbeckies sont très utilisées pour fleurir les plates-bandes, et aussi comme fleurs coupées pour les bouquets. Ces fleurs sont également très appréciées des papillons et autres insectes.
Pour les latitudes québécoises, les Rudbeckies sont semées à l'extérieur du début à la fin mai, ou sous abri au début de mars. La germination prend 5 à 10 jours. La transplantation à l'extérieur se fait vers la fin mai, lorsque les risques de gels sont passés. Tous les sols, même pauvres conviennent aux rudbeckies ; un sol très riche favorisant le développement du feuillage au détriment de la floraison. Une situation ensoleillée est idéale ; cependant, rustiques, elles se développent aussi bien à mi-ombre dans des sols humides ou bien drainés.

## Principales espèces cultivées
- annuelle
  - Rudbeckia amplexicaulis Vahl ; 60 cm, jaune orangé ;
- bisannuelle
  - Rudbeckia hirta L. ; 70 cm, jaune à rouge brun ;

- vivaces
  - Rudbeckia laciniata ; 80 cm, jaune d'or.

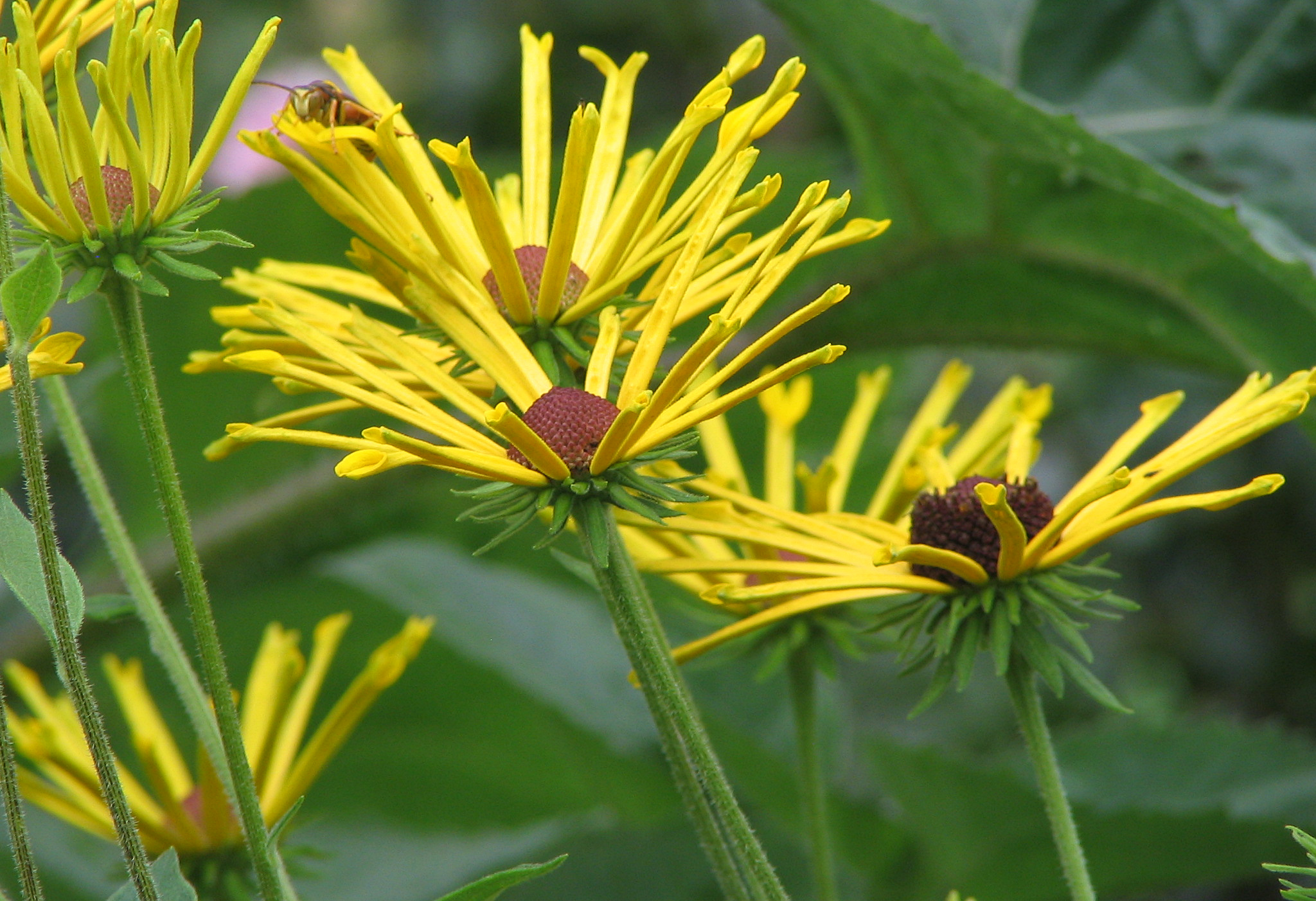
Rudbeckia subtomentosa

  - Rudbeckia speciosa ; Wender. ; 80 cm, jaune safrané.
  - Rudbeckia maxima ; Nutt., 1,8 m, jaune pur.
  - Rudbeckia subtomentosa ; 1,2 m, jaune crème.
  - Rudbeckia fulgida ; Aiton ; 1,2 m, orange.
  - Rudbeckia nitida ; 2 m, jaune.
  - Rudbeckia triloba ; 90 cm, jaune.